# エチゴビール
『エチゴビール』とは、新潟県新潟市西蒲区松山にあるエチゴビール株式会社が製造・販売している地ビールのブランド名である。

## 概要
元は日本酒の越後鶴亀で有名な上原酒造株式会社が1994年の酒税法改正を受け、ビール醸造免許を取得して製造し始めた地ビールメーカー第1号である。

## 製造会社の変遷
2000年、上原酒造がビール部門を分社化し、同じ新潟県の大手菓子メーカーであるブルボンの支援を受けエチゴビール株式会社を設立。
2007年10月1日、エチゴビール株式会社はキリンビール株式会社の企業内ベンチャーで地ビール醸造を手掛ける株式会社ビアスタイル21（2002年7月設立）の全株式をキリンホールディングスより取得。ビアスタイル21の主力商品である「GARGERY」の製造を委託されている。
2010年3月、ブルボンが経営破綻直前の上原酒造からエチゴビール株式会社の全株式を取得、完全子会社化し現在に至る。

## ビール

### 無濾過ビール
- ペールエール
- スタウト
- ヴァイツェン

### 濾過ビール
- ピルスナー
チェコのプルゼニを原点とするピルスナースタイルオリジナルとされる「ピルスナー・ウルケル」同様にザーツ地方産ザーツ種のホップを使用したビール。
- レッド・エール
- スタウト
アイリッシュスタイルの原点であるスタウトスタイルのビール。
- 有機栽培プレミアムビール
有機栽培の麦芽とホップのみを原料とする。
- こしひかり越後ビール
新潟県産こしひかりを使用して作られたのど越しとキレのある辛口のビール。

### かつて販売されていたビール
- ビアブロンド（濾過）
エール酵母とアロマホップを調合した飲み口のさわやかなビール。
- 90デイズ・スタウト（濾過）
45～90日熟成させたスタウトビール。通常の1.3倍の麦芽を使用している。
- プレミアムレッドエール（濾過）
15周年を記念して2010年2月から発売されたアメリカ産の「アマリロ」というホップを使用したビール。
- アンバーエール（無濾過）

## ロゴ
ビールグラスを持つヤギは、上原酒造の五代目・上原誠一郎の妻であるドイツ人画家アンティエ・グメルスによってデザインされた。
ドイツ発祥のボックビールには雄ヤギがラベルデザインにデザインされている事が多く、飲むと雄ヤギのように元気になる、と言われている。

## 関連施設

### エチゴビール ブルーパブ
新潟県新潟市西蒲区福井にかつて存在し、醸造プラントとパブが複合した、出来たてのビールが飲めるビアレストラン。飲み放題のコースもあった。冬季（10～3月）は休業となっていた。
最盛期には観光バスが立ち寄るほどの観光名所であったが、上原酒造の経営破綻、ブルボンの完全子会社化後に閉鎖された。

### エチゴビール 新潟万代店 Blume（ブルーメ）
新潟市中央区万代のコズミックスビルにかつて存在したプルーパブの姉妹店。